# WTA Elite Trophy 2019
El WTA Elite Trophy 2019 fue un torneo de tenis de mujeres que se jugó en Zhuhai, China. Fue la quinta edición del evento. El torneo se disputó por doce jugadoras en la modalidad individuales y seis equipos de dobles. Dicho evento sustituyó el WTA Tournament of Champions.

## Torneo

### Clasificación
En individuales, el total de puntos se calculan mediante la combinación de puntos totales de dieciséis torneos. Entre estos dieciséis torneos deben ser incluidos los resultados de cada jugadora en los cuatro torneos de Grand Slam, los cuatro torneos Premier obligatorios y los mejores resultados de dos torneos Premier 5. 
En dobles, el total de puntos se calculan mediante una combinación de once torneos durante todo el año. A diferencia de singles, en esta combinación no es necesario incluir los resultados de los Grand Slams y torneos de nivel Premier.
A raíz de la BNP Paribas WTA Finales Singapur presentado por Carolina del Sur Global en el calendario de tenis, campo de singles de 12 jugadores de Zhuhai constará de jugadoras clasificadas entre la No.9 y la No.20, junto con un solo comodín y seis equipos de dobles. Las eliminatorias competirán en una de cuatro grupo de formato de round robin, con los ganadores de cada grupo avanzando a las semifinales.

### Formato
El evento cuenta con doce jugadoras en single un evento de round robin, divididos en cuatro grupos de tres. Durante los primeros cuatro días de competición, cada jugadora cumple con las otras dos jugadoras en su grupo, con la ganadora de cada grupo avanzando a la semifinal. Las ganadoras de cada semifinal se reúnen en el partido por el campeonato. Los seis equipos de dobles se dividirán en dos grupos de round robin, y las ganadoras de cada uno de los grupos de avanzar a la final.

#### Desempate en elRound-Robin
Las posiciones finales de cada grupo se determinaron por el primero de los siguientes métodos que aplican:
1. Mayor número de victorias.
2. Mayor número de partidos disputados.
3. Resultados-Cabeza a cabeza

## Los premios en metálico y puntos
El total de premios para los Huajin Valores 2019, WTA Elite Trophy Zhuhai 2019 Finales de la WTA fue de US $ 2,280,935.
| Escenario                           | Singles          | Singles  | Dobles           | Dobles |
| Escenario                           | Dinero en premio | Puntos   | Dinero en premio | Puntos |
| ----------------------------------- | ---------------- | -------- | ---------------- | ------ |
| Campeona                            | RR1 + $450,000   | RR + 260 | RR1 + $20,000    | —      |
| Subcampeona                         | RR + $150,000    | RR + 200 | RR1 + $10,000    | —      |
| Semifinalistas                      | RR + $15,000     | RR       | —                | —      |
| Round robin por ganar cada partido  | $92,500          | 120      | $5,000           | —      |
| Round robin por perder cada partido | $20,000          | 40       | —                | —      |
| Cuota de participación              | —                | —        | 15,000           | —      |
| Suplentes                           | $10,000          | —        | —                | —      |

- 1 RR significa recompensas o puntos ganados en la ronda de todos contra todos.

## Carrera a Elite Trophy
Las 2 tablas de abajo son parte de la tabla de carretera a Shenzhen

### Individuales
| AUS                     | FRA                      | WIM     | USO     | INW     | MIA     | MAD     | BEI     | 1       | 2       | 1       | 2       | 3      | 4      | 5      | 6      |         |         |      |    |   |
| 9                       | Serena Williams          | QF 430  | R32 130 | F 1300  | F 1300  | R32 65  | R32 65  | A 0     | A 0     | F 585   | R32 60  |        |        |        |        |         |         | 3935 | 8  | 0 |
| 10                      | Kiki Bertens             | R64 70  | R64 70  | R32 130 | R32 130 | R16 120 | R16 120 | W 1000  | SF 390  | SF 350  | R16 105 | W 470  | SF 185 | SF 185 | SF 185 | F 180   | F 180   | 3870 | 25 | 2 |
| 11                      | Johanna Konta            | R64 70  | SF 780  | QF 430  | QF 430  | R32 65  | R64 35  | R32 65  | A 0     | F 585   | R64 1   | F 180  | QF 60  | R16 55 | R16 55 | R16 55  | Q2 13   | 2879 | 16 | 0 |
| 12                      | Sofia Kenin              | R64 70  | R16 240 | R64 70  | R32 130 | R64 35  | R64 10  | R64 10  | R16 120 | SF 350  | SF 350  | W 280  | W 280  | W 280  | F 180  | R16 105 | R16 105 | 2615 | 23 | 3 |
| 13                      | Madison Keys             | R16 240 | QF 430  | R64 70  | R16 240 | R64 10  | R64 10  | R64 10  | R32 65  | W 900   | R32 60  | W 470  | QF 100 | R64 1  | R32 1  |         |         | 2607 | 14 | 2 |
| 14                      | Aryna Sabalenka          | R32 130 | R64 70  | R128 10 | R64 70  | R16 120 | R64 10  | R64 10  | R32 10  | W 900   | R16 105 | F 305  | W 280  | SF 185 | SF 110 | R16 105 | QF 100  | 2520 | 23 | 2 |
| 15                      | Petra Martić             | R32 130 | QF 430  | R16 240 | R16 240 | R128 10 | R64 35  | QF 215  | R64 10  | QF 190  | R64 1   | F 305  | W 280  | SF 185 | SF 185 | R64 1   | R64 1   | 2458 | 17 | 1 |
| 16                      | Markéta Vondroušová      | R64 70  | F 1300  | R128 10 | A 0     | QF 215  | QF 215  | A 0     | A 0     | QF 190  |         | F 180  | F 180  | R32 30 |        |         |         | 2390 | 9  | 0 |
| 17                      | Angelique Kerber         | R16 240 | R128 10 | R64 70  | R128 10 | F 650   | R32 65  | R32 65  | R32 65  | R16 105 | R64 1   | F 305  | SF 185 | SF 185 | SF 110 | SF 110  | QF 100  | 2276 | 20 | 0 |
| 18                      | Elise Mertens            | R32 130 | R32 130 | R16 240 | QF 430  | R32 65  | R32 65  | R64 10  | R32 65  | R32 60  | R32 60  | W 470  | SF 185 | QF 100 | R32 60 | QF 60   | QF 60   | 2190 | 25 | 1 |
| 19                      | Alison Riske             | R128 10 | R128 10 | QF 430  | R64 70  | R128 10 | R64 35  | R64 10  | R16 120 | F 585   | R16 105 | W 280  | F 180  | W 140  | R32 90 | R16 55  | R16 55  | 2185 | 23 | 1 |
| 20                      | Donna Vekić              | R64 70  | R16 240 | R128 10 | QF 430  | R64 10  | R32 65  | R16 120 | R64 10  | R16 105 | R32 60  | F 305  | SF 185 | SF 185 | F 180  | SF 110  | QF 100  | 2185 | 22 | 0 |
| 21                      | Amanda Anisimova         | R16 240 | SF 780  | R64 70  | A 0     | R64 35  | R64 35  | Q1 2    | R64 10  | R32 60  | R32 60  | W 280  | QF 100 | QF 60  | QF 60  | R64 1   | R32 1   | 1794 | 15 | 1 |
| 22                      | Maria Sakkari            | R32 130 | R64 70  | R32 130 | R32 130 | R128 10 | R64 35  | R64 10  | A 0     | SF 380  | QF 190  | W 280  | SF 185 | QF 100 | QF 60  | R32 30  | R64 1   | 1741 | 22 | 1 |
| 23                      | Sloane Stephens          | R16 240 | QF 430  | R32 130 | R128 10 | R64 10  | R32 65  | SF 390  | R32 65  | R16 105 | R16 105 | QF 100 | R16 55 | R16 30 | R16 1  | R32 1   | R32 1   | 1738 | 19 | 0 |
| 24                      | Dayana Yastremska        | R32 130 | R128 10 | R16 240 | R32 130 | R128 10 | R64 35  | R64 10  | R32 65  | QF 190  | R16 105 | W 280  | W 280  | QF 60  | R32 60 | QF 60   | R16 55  | 1720 | 23 | 2 |
| 25                      | Anett Kontaveit          | R64 70  | R128 10 | R32 130 | R32 130 | R16 120 | SF 390  | R64 10  | A 0     | R16 105 | R16 105 | F 305  | QF 100 | R32 60 | R16 55 | R16 55  | R32 30  | 1675 | 17 | 0 |
| 26                      | Karolína Muchová         | R128 40 | R64 70  | QF 430  | R32 130 | A 0     | R64 65  | A 0     | R64 10  | Q3 18‡  | R32 1‡  | W 280  | SF 185 | F 180  | QF 125 | QF 60   | R16 30  | 1624 | 14 | 1 |
| ↓ Suplentes ↓           |                          |         |         |         |         |         |         |         |         |         |         |        |        |        |        |         |         |      |    |   |
| 27                      | Anastasija Sevastova     | R16 240 | R16 240 | R64 70  | R32 130 | R32 65  | R32 65  | R16 120 | R64 10  | R64 1   | R64 1   | W 280  | SF 110 | QF 100 | QF 100 | R16 55  | R16 30  | 1617 | 24 | 1 |
| 28                      | Julia Görges             | R128 10 | R128 10 | R32 130 | R16 240 | R32 65  | R32 65  | R64 10  | R64 10  | R32 60  | R32 60  | F 305  | W 280  | F 180  | QF 100 | R16 55  | R16 30  | 1610 | 21 | 1 |
| 29                      | Qiang Wang               | R32 130 | R64 70  | R32 130 | QF 430  | R16 120 | QF 215  | R64 10  | R64 10  | R16 105 | R64 1   | SF 110 | QF 60  | SF 57  | R16 55 | R16 30  | R16 30  | 1563 | 20 | 0 |
| 30                      | Anastasia Pavlyuchenkova | QF 430  | R128 10 | R128 10 | R64 70  | R64 10  | R64 10  | R64 10  | R32 65  | R32 60  | R16 30‡ | F 305  | F 305  | QF 100 | QF 60  | R16 55  | R16 30  | 1560 | 22 | 0 |
| ↓ Wildcard / Invitada ↓ |                          |         |         |         |         |         |         |         |         |         |         |        |        |        |        |         |         |      |    |   |
| 40                      | Saisai Zheng             | R128 10 | R128 10 | R128 10 | R128 10 | R128 10 | R128 10 | R16 120 | R16 120 | R32 60  | R32 60  | W 470  | W 160  | QF 100 | F 85   | QF 60   | QF 60   | 1355 | 26 | 1 |

- Actualizado hasta el 21 de octubre de 2019.

     Jugadoras que clasificaron al WTA Elite Trophy.
     Jugadora que fue invitada al WTA Elite Trophy.
     Jugadoras que se dieron de baja.

### Dobles
| Tenista                          | Ranking | Preclasificada |
| Yingying Duan Zhaoxuan Yang      | 58      | 1              |
| Lyudmyla Kichenok Andreja Klepač | 66      | 2              |
| Darija Jurak Alicja Rosolska     | 67      | 3              |
| Oksana Kaláshnikova Sofia Kenin  | 99      | 4              |

## Finales

### Individual
| Fecha         | Partido      | Partido | Partido         | Resultado |
| ------------- | ------------ | ------- | --------------- | --------- |
| 27 de octubre | Kiki Bertens | 0-2     | Aryna Sabalenka | 4-6, 2-6  |

### Dobles
| Fecha         | Partido                     | Partido | Partido                          | Resultado |
| ------------- | --------------------------- | ------- | -------------------------------- | --------- |
| 27 de octubre | Yingying Duan Zhaoxuan Yang | 0-2     | Lyudmyla Kichenok Andreja Klepač | 3-6, 3-6  |